# Stormaren
Stormaren ist ein Alvarsee auf der schwedischen Ostseeinsel Öland.
Der Alvarsee liegt in einer Senke im Stora Alvaret im südlichen Teil der Insel etwas südlich der von Södra Möckleby nach Torngård quer durch das Alvar führenden Landstraße.
Um eine mit Binsen-Schneide, Steifer Segge und Schilf bewachsenen Insel in der Mitte von Stormaren, befinden sich offene Wasserflächen. Der in Teilen moorartige See ist Heimat für viele in Feuchtgebieten typische Vögel. So können Ohrentaucher, Rohrweihe, Knäkente, Krickente, Löffelente, Teichralle, Wasserralle und Wiesenweihe beobachtet werden.